# 軍事空輸軍団
軍事空輸軍団(Military Airlift Command,MAC)はかつて存在したアメリカ空軍の組織。アメリカ空軍の主要軍団であり、航空輸送を担当した。

## 概要
1966年に軍事航空輸送部(Military Air Transport Service)を改編し、主要軍団に格上げされ創設となった。航空輸送が主としているが、そのほかにも気象・救難・写真・医療などの業務も軍事空輸軍団の担当であった。
ベトナム戦争のほか、第四次中東戦争、湾岸戦争において戦地までの航空輸送任務を果たしている。
1987年からはアメリカ輸送軍の作戦指揮下に置かれており、1992年6月1日には再編により、戦略航空軍団の空中給油機部隊と軍事空輸軍団の輸送機部隊を統合、軍事空輸軍団は解散し航空機動軍団(AMC)が設立された。

## 主要機材
輸送機
C-141 スターリフター
C-5 ギャラクシー
C-130 ハーキュリーズ